# バーリン郡 (ジョージア州)
バーリン郡（バーリンぐん、英: Berrien County）は、アメリカ合衆国ジョージア州の南部に位置する郡である。2010年国勢調査での人口は19,286人であり、2000年の16,235人から18.8%増加した。郡庁所在地はナッシュビル市（人口4,939人）であり、同郡で人口最大の都市でもある。

## 歴史
バーリン郡は1856年2月25日に、ジョージア州議会の法により、コフィー郡、アーウィン郡、ラウンズ郡のそれぞれ一部を合わせて設立された。郡名はジョージア州議会上院議員ジョン・M・バーリンに因んで名付けられた。
バーリン郡は第一次世界大戦のときに大勢の人を失った。これは当時の中隊が出身地区の民兵隊によって構成されていたことが理由の1つだった。休戦条約が締結される8週間前、バーリン郡出身の兵士25名が徴兵されたばかりの200名の部隊に入り、スコットランドの海岸沖で輸送船オトラントに乗っている時に、荒海で商船カシミアと衝突し、沈没した。多くの兵士の遺骸がアイラ島の岩の間に打ち上げられたので、暫定的な埋葬所が必要になった。遺骸の多くは故郷で埋葬するために戻された。死者の名前は故郷の新聞「ニューヨーク・タイムズ」に掲載された。その名前は郡庁所在地のナッシュビル市にある郡庁舎前庭に建てられた記念碑に刻まれている。この記念碑は銅の彫刻家E・M・ビクスニーが制作した連作「アメリカ兵の魂」の最初のものだった。

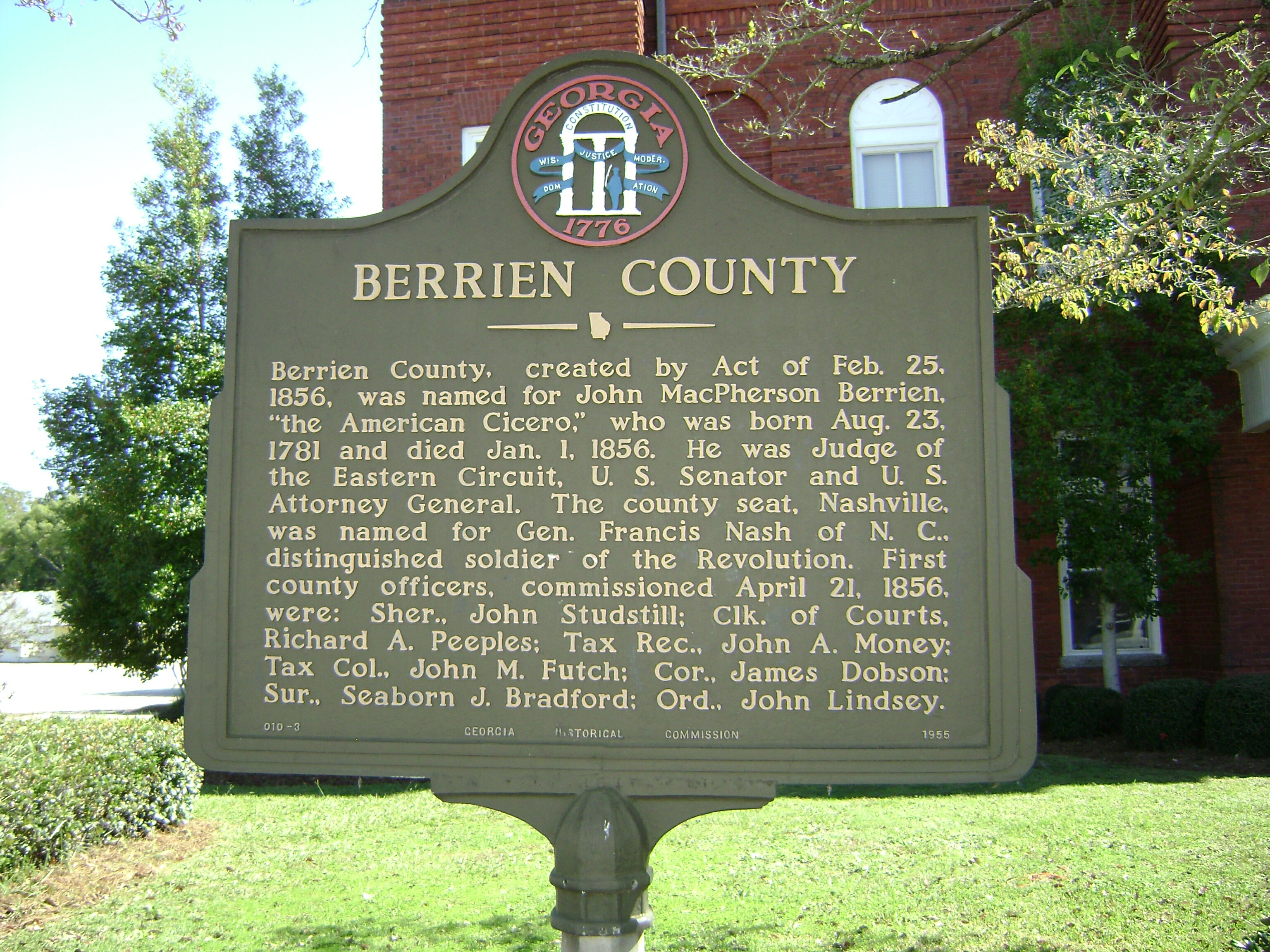
バーリン郡庁舎前に立つ歴史銘板

## 地理
アメリカ合衆国国勢調査局に拠れば、郡域全面積は457.78平方マイル (1,185.6 km2)であり、このうち陸地452.41平方マイル (1,171.7 km2)、水域は5.37平方マイル (13.9 km2)で水域率は1.17%である。

### 主要高規格道路

#### アメリカ国道
- アメリカ国道82号線
- アメリカ国道129号線

#### ジョージア州道
- ジョージア州道11号線
- ジョージア州道37号線
- ジョージア州道64号線
- ジョージア州道76号線
- ジョージア州道76号線接続路
- ジョージア州道125号線
- ジョージア州道135号線
- ジョージア州道158号線
- ジョージア州道168号線
- ジョージア州道520号線

### 隣接する郡
- アーウィン郡 - 北
- コフィー郡 - 北東
- アトキンソン郡 - 東
- ラニア郡- 南東
- ラウンズ郡 - 南
- クック郡 - 西
- ティフト郡 - 北西

## 人口動態
以下は2000年の国勢調査による人口統計データである。
| 基礎データ - 人口: 16,235人 - 世帯数: 6,261 世帯 - 家族数: 4,539 家族 - 人口密度: 14人/km2（36人/mi2） - 住居数: 7,100軒 - 住居密度: 6軒/km2（16軒/mi2） 人種別人口構成 - 白人: 85.48% - アフリカン・アメリカン: 11.43% - ネイティブ・アメリカン: 0.26% - アジア人: 0.30% - 太平洋諸島系: 0.08% - その他の人種: 1.53% - 混血: 0.92% - ヒスパニック・ラテン系: 2.37% | 年齢別人口構成 - 18歳未満: 27.2% - 18-24歳: 8.6% - 25-44歳: 28.7% - 45-64歳: 22.9% - 65歳以上: 12.5% - 年齢の中央値: 35歳 - 性比（女性100人あたり男性の人口） - 総人口: 96.5 - 18歳以上: 92.8 世帯と家族（対世帯数） - 18歳未満の子供がいる: 34.9% - 結婚・同居している夫婦: 56.2% - 未婚・離婚・死別女性が世帯主: 11.7% - 非家族世帯: 27.5% - 単身世帯: 23.6% - 65歳以上の老人1人暮らし: 10.0% - 平均構成人数 - 世帯: 2.57人 - 家族: 3.03人 | 収入と家計 - 収入の中央値 - 世帯: 30,044米ドル - 家族: 34,643米ドル - 性別 - 男性: 25,559米ドル - 女性: 19,790米ドル - 人口1人あたり収入: 16,375米ドル - 貧困線以下 - 対人口: 17.7% - 対家族数: 14.6% - 18歳未満: 25.4% - 65歳以上: 13.0% |

## 都市と町
- アラパハ
- エニグマ
- ナッシュビル - 郡庁所在地
- レイシティ